# Michipicoten Island
Michipicoten Island ist eine Insel im nordöstlichen Teil des Oberen Sees.
Sie gehört zum Thunder Bay District der kanadischen Provinz Ontario.
Sie liegt 175 km nordwestlich von Sault Ste. Marie und 65 km südwestlich von Wawa.
Die drittgrößte Insel im Oberen See ist 27 km lang und bis zu 10 km breit.
Die Insel ist unbewohnt.
Auf Michipicoten Island gibt es große Populationen von Bibern, Waldkaribu und Vögeln.
Die Insel ist Ziel von Abenteuer-Kajakfahrern.
Der geringste Abstand zum Festland-Ontario beträgt 16 km.
Die gesamte Insel liegt im Michipicoten Island Provincial Park, der von Ontario Parks verwaltet wird.
Michipicoten Island besteht aus altem Lava-Gestein, das vom Vulkanismus des Midcontinent Rift Systems resultiert.
Sie ist stark bewaldet mit mehreren Binnenseen.
1912 wurde an der Ostspitze der Insel ein Leuchtturm errichtet.
Auf alten Landkarten wurde die Insel „Isle Maurepas“ – nach dem französischen Marineminister  Jean-Frédéric Phélypeaux, comte de Maurepas – genannt.